# Agdistis quagga
Agdistis quagga là một loài bướm đêm thuộc họ Pterophoridae. Nó được tìm thấy ở Nam Phi.